# Michael Blackwood
Michael Blackwood (Kingston, 29 augustus 1976) is een Jamaicaanse sprinter, die zich in de 400 m gespecialiseerd heeft. Hij nam driemaal deel aan de Olympische Spelen en werd tweemaal Jamaicaans kampioen.

## Loopbaan
Zijn sterkste jaar beleefde Blackwood in 2002. Hij won dat jaar op de wereldbekerwedstrijd twee gouden medailles (400 m en 4 × 400 m estafette), op de Grand Prix Finale (400 m) en op de Gemenebestspelen (400 m). Ook werd hij Jamaicaans kampioen op de 400 m en verkozen tot Jamaicaans sportman van het jaar.
Op zeer grote toernooien, zoals de wereldkampioenschappen en de Olympische Spelen, viel Michael Blackwood niet in de prijzen. Alhoewel hij in 2003 op de wereldkampioenschappen in Parijs met een vierde plaats op de 400 m er wel dicht bij was. Zo leek het althans, want nadat de Amerikaan Jerome Young, die de 400 m in Parijs won, later op doping was betrapt, werd hem diens gouden medaille ontnomen en schoven de als twee, drie en vier geëindigde atleten een plaatsje op. Zodoende kwam Blackwood alsnog voor de bronzen medaille in aanmerking.
Een jaar later werd hij op de Olympische Spelen van Athene op de 400 m achtste met een tijd van 45,55 s. Op de WK van 2005 in Helsinki en de WK van 2007 in Osaka sneuvelde hij beide keren in de halve finale.
Blackwood was als atleet met name succesvol op de 4 × 400 m estafette. Hij won zilver op de Olympische Spelen van Sydney in 2000, de wereldindoorkampioenschappen van 2001 en de WK van 2003. Op de WK indoor van 2003 ging hij met zijn teamgenoten met het zilver naar huis in de nationale recordtijd van 3.04,21. Op de Olympische Spelen van 2008 in Peking sneuvelde hij in de series van de 400 m met een tijd van 45,56. Op de 4 × 400 m estafette behaalde hij in de finale een achtste plaats in 3.01,45.
Michael Blackwood is de broer van Catherine Pomales-Scott, die driemaal meedeed aan de Olympische Spelen als horde- en estafetteloopster.

## Titels
- Jamaicaans kampioen 400 m - 2002, 2003

## Persoonlijke records
Outdoor
| Onderdeel | Prestatie | Datum             | Plaats |
| --------- | --------- | ----------------- | ------ |
| 400 m     | 44,60 s   | 20 september 2002 | Madrid |

Indoor
| Onderdeel | Prestatie | Datum           | Plaats |
| --------- | --------- | --------------- | ------ |
| 400 m     | 46,48 s   | 4 maart 2000    | Norman |
| 800 m     | 1.48,36   | 9 februari 2008 | Boston |

## Palmares

### 400 m
Kampioenschappen
- 2002:  Gemenebestspelen - 45,07 s
- 2002:  IAAF Grand Prix Finale - 44,72 s
- 2002:  Wereldbeker - 44,60 s
- 2003:  WK - 44,80 s[1]
- 2003:  Wereldatletiekfinale - 45,25 s
- 2004: 8e OS - 45,55 s
- 2004:  Wereldatletiekfinale - 44,95 s
- 2005: 5e Wereldatletiekfinale - 44,88 s
- 2006: 5e Wereldatletiekfinale - 45,09 s

Golden League-podiumplekken
- 2002:  Golden Gala – 44,99 s
- 2002:  ISTAF – 44,87 s
- 2004:  Memorial Van Damme – 45,09 s

### 4 × 400 m
- 2000:  OS - 2.58,78[2]
- 2001:  WK indoor - 3.05,45
- 2002:  Wereldbeker - 2.59,19
- 2003:  WK indoor - 3.04,21 (NR)
- 2003:  WK - 2.59,60
- 2006:  Wereldbeker - 3.00,14
- 2007:  WK - 3.00,76
- 2008:  WK indoor - 3.07,69
- 2008: 8e OS - 3.01,45

## Onderscheidingen
- Jamaicaans sportman van het jaar - 2002